# Пас, Вирхилио
Вирхилио Пабло Пас Ромеро (исп. Virgilio Pablo Paz Romero; 20 ноября 1951, Санта-Клара (Куба)) — кубино-американский антикоммунист, активный участник антикастровского движения кубинской эмиграции, сотрудник чилийской спецслужбы ДИНА при правлении генерала Пиночета. Был осуждён в США за убийство Орландо Летельера.

## Эмигрант-антикоммунист
Родился в семье офицера кубинской армии. Вирхилио Пас Альварадо, отец Вирхилио Паса Ромеро, служил при режиме Фульхенсио Батисты и был непримиримым противником Фиделя Кастро. Вирхилио Пасу было четырнадцать лет, когда семья эмигрировала с Кубы в Мексику. Его отец подал документы на въезд в США, но умер от пневмонии до получения ответа. Подросток Вирхилио считал режим Кастро виновным в преждевременной смерти отца. Он стал убеждённым антикоммунистом, мечтал присоединиться к вооружённой борьбе против Кастро.
Получив разрешение проживать в США, Вирхилио Пас с матерью поселились в Юнион-Сити (Нью-Джерси), где проживает крупная кубино-американская община. Юный эмигрант радикальных взглядов искал единомышленников и соратников в «братстве экстремизма». Он вступил в антикастровскую организацию Кубинское националистическое движение (MNC). Возглавил молодёжную группу MNC, редактировал бюллетень El Joven Nationalista — Молодой националист. Был близок к лидерам MNC Хосе Дионисио Суаресу, Эльвину Россу, Гильермо Ново, известен Орландо Бошу и Луису Посаде Каррилесу.

## Сотрудник пиночетовской спецслужбы
Кубинская антикоммунистическая эмиграция с энтузиазмом приняла военный переворот в Чили 11 сентября 1973. Генерал Аугусто Пиночет и Правительственная хунта Чили представлялись естественными союзниками против коммунистического режима Кастро. Для многих кубинских эмигрантов Пиночет сделался культовой фигурой и надеждой в совместной борьбе. Росс, Суарес, Ново установили связь с чилийской спецслужбой ДИНА. Вирхилио Пас посчитал предложение сотрудничества честью для себя.
В Чили Вирхилио Пас был зачислен в диверсионно-террористическую группу ДИНА. Жил в Ло-Корро (Сантьяго), в доме Майкла Таунли и Марианы Кальехас. Впоследствии богемная писательница Кальехас выражала недовольство грубыми бытовыми манерами кубинца.
Дом в Ло-Курро являлся оперативным центром ДИНА. Здесь планировались и готовились спецоперации, работала химическая лаборатория по производству отравляющих и взрывчатых веществ, велись допросы и применялись пытки. Пас подозревался как соучастник похищения и убийства испанского дипломата Кармело Сориа, заподозренного в связях с чилийским коммунистическим подпольем. Он также обвинялся, вместе со Стефано Делле Кьяйе, в теракте против чилийского оппозиционного христианского демократа Бернардо Лейтона, но это обвинение не удалось доказать в суде.

## В убийстве Орландо Летельера
В 1976 чилийская хунта приняла решение о ликвидации Орландо Летельера. Видный деятель Народного единства, Летельер занимал ключевые посты в правительства Сальвадора Альенде. После переворота был арестован, около года провёл в заключении, затем выслан из Чили. Обосновавшись в США, Летельер использовал свои международные связи — добивался политического бойкота Чили, экономической блокады, отказа в кредитах и т. п. В частности, ему удалось убедить нидерландское правительство социал-демократа Йопа ден Ойла отказаться от инвестирования в чилийскую горнодобычу. Впоследствии было установлено, что Летельер действительно имел связи с правительством Кубы и получал от него финансовые субсидии. Антикастровские эмигранты, в том числе Вирхилио Пас, считали Летельера «агентом ДГИ, КГБ и других разведок Советского блока».
Летельер был включён в «список мишеней» Операции «Кондор». Операцией по его устранению руководили директор ДИНА полковник Мануэль Контрерас и его заместитель полковник Педро Эспиноса, непосредственно курировал капитан Армандо Фернандес Лариос. ДИНА активно задействовала связи с кубинскими антикоммунистами в США. Убийство было поручено группе Майкла Таунли. Конкретное исполнение взяли на себя Таунли, Пас, Суарес, братья Гильермо и Игнасио Ново. Вирхилио Пас действовал под оперативным псевдонимом Хавьер.
По идейным соображениям Вирхилио Пас полностью поддерживал теракт против Летельера. Он заранее отказался от финансового вознаграждения, считая участие в операции достаточной наградой. Много лет спустя он признавался, что последствия вызывали у него серьёзные опасения. Однако он не мог допустить, чтобы старшие посчитали его недостаточно верным, не достойным общей борьбы.
Первоначально против Летельера планировалось применить изготовленный в Ло-Корро зарин. Однако Таунли предпочёл привычный ему метод — заминировать автомобиль и взорвать дистанционным управлением. Оснащение для взрывного устройства приготовили Суарес и Ново. Таунли и Пас заложили устройство в машину Летельера. 21 сентября 1976 в Вашингтоне Вирхилио Пас привёл в СВУ в действие. Летельер погиб на месте, вместе с ним была убита его секретарша Ронни Моффит и ранен её муж Майкл Моффит. (Впоследствии Пас рассказывал, что был шокирован гибелью Моффит.) После этого Пас, как ранее Таунли, сумел вернуться в Чили. Суарес скрывался в США, братьев Ново быстро арестовали.

Чилийцы и кубинцы, совершившие убийство Орландо Летельера и Ронни Моффит, считали, что продолжают благородную традицию сопротивления тирании… Главный урок XX века дала им Испания в 1936 году. Аугусто Пиночет считал себя современным Франсиско Франко. Победа, а не мир, была организующим принципом кубинского националистического движения. Борьба не знала границ.

## Бизнес, арест и суд
Убийство Летельера стало первым терактом, совершённом иностранной спецслужбой в столице США. ФБР оперативно расследовало преступление. Госдепартамент предъявил чилийской хунте жёсткие претензии. Пиночет вынужден был отправить в отставку Контрераса, Эспиносу и Фернандеса Лариоса, расформировать ДИНА (была создана новая спецслужба СЕНИ), выдать Таунли американскому правосудию. Однако чилийские участники операции и кубинец Вирхилио Пас не были экстрадированы в США.
Работа Паса в ДИНА прекратилась. Ему помогли перебраться в США под именем Франсиско Баэс. С женой, сыном и дочерью Пас, он же Баэс, жил в Палм-Бич (Флорида). Из-за риска раскрытия прошлого он вынужден был отойти от политики. Занимался бизнесом в сфере ландшафтного дизайна. Состоял в Кубино-американском клубе и нескольких деловых ассоциациях. Оставался антикоммунистом и непримиримым врагом Кастро. Из национального патриотизма не принимал американского гражданства, сохраняя кубинское.
К середине 1980-х ни один участник убийства Летельера не находился в тюрьме; осуждённые братья Ново и Росс освободились по апелляции, Таунли досрочно освободился за показания и взят под программу защиты свидетелей. Но с 1986 американская администрация и правоохрана изменили позицию. Преследования по делу Летельера возобновились.
19 апреля 1991 Вирхилио Пас был назван в телепрограмме America’s Most Wanted — Самые разыскиваемые в Америке, опубликован его фоторобот. Пас попытался сменить местопребывание, но 24 апреля 1991 был арестован агентами ФБР. На суде Пас выразил сожаление о своём участии в таком ужасном деле, как убийство. Представители кубинской диаспоры проводили демонстрации в его поддержку. 12 сентября 1991 суд признал Вирхилио Паса виновным в убийстве Орландо Летельера и приговорил к 12 годам заключения.

## Освобождение и оценки прошлого
Вирхилио Пас досрочно освободился в мае 1998. К тому времени в США действовал закон, по которому иностранцы, осуждённые за насильственные преступления, после освобождения подлежали депортации. Однако возник юридический казус: между США и Кубой нет соответствующего соглашения, в результате на Паса (как и на Суареса) закон не распространялся. Оба были взяты под стражу Службой иммиграции и натурализации «как представляющие общественную опасность». При этом срок не мог быть определён. В июле 2001 Верховный суд США признал неконституционным бессрочное содержание под стражей. Пас и Суарес вышли на свободу. Им оказал правовую поддержку влиятельный Кубино-американский национальный фонд.
Кубинская диаспора устроила Пасу торжественную встречу — «скорее как герою, чем как террористу». На пресс-конференции он назвал убийство Летельера «серьёзной человеческой ошибкой», но воздержался от извинений перед родными убитого — поскольку тот «был солдатом своего дела». Под собственным именем Вирхилио Пас проживает с семьёй в Маленькой Гаване Майами. Работал диспетчером аварийной службы. Много общается с соратниками по антикоммунистической эмиграции, особенно с Суаресом и Ново. Присутствовал на церемонии похорон Орландо Боша.

Во многих отношениях Летельер и Пас — стороны одной медали. Оба в изгнании в Соединённых Штатах. Оба боролись против режимов, которые считали незаконными и несправедливыми диктатурами. Если бы их пути пересеклись сегодня, они могли бы получить удовольствие от общения друг с другом. Но во времена Холодной войны их разделяла идеологическая пропасть. Врагом Паса был коммунистический режим. Летелье хотел восстановить левое правительство.

Вирхилио Пас многое переосмыслил в своём мировоззрении. Он решительно осуждает политическое и идеологическое насилие. Неоднократно публично сожалел о гибели Летельера и Моффит. Задним числом он полагает, что в условиях американской демократии бороться против Летельера можно было мирными средствами. В то же время в 2015 он заявил, что в принципе избрал в жизни верный путь и считает антикоммунистическую борьбу долгом кубинца. 
Шок и возмущение вызвали у Паса теракты 11 сентября 2001 года:

Люди погибли потому, что несколько фанатиков думают, будто все должны иметь их проклятые убеждения… Жаль, что мне сейчас не двадцать пять лет, а то бы…

В 2016 палата по уголовным делам Верховного суда Чили обратилась к США с требованием экстрадиции Майкла Таунли, Армандо Фернандеса Лариоса и Вирхилио Паса. Основание — привлечение к ответственности за убийство Кармело Сориа в 1976.